# Хронология Пекос
Хронология Пекос — хронологическая классификация «древних пуэбло», то есть археологических культур-предшественников современных пуэбло на основе изменений в их архитектуре, искусстве, керамике и других артефактах. Классификация в первоначальном виде была предложена в 1927 году на археологической конференции в г. Пекос, штат Нью-Мексико, которую организовал американский археолог Альфред Киддер. Хронология охватывает культуры Анасази, Могольон, Патайян, Саладо и Хохокам.
Классификация основана на принятой у археологов доколумбовой хронологии Северной Америки.

## Первоначальная классификация
В первоначальном виде Классификация Пекос состояла из 8 этапов без указания дат.
1. Эра корзинщиков I, или Ранние корзинщики (Early Basketmaker)
2. Эра корзинщиков II, или Корзинщики (Basketmaker)
3. Эра корзинщиков III, или Пост-корзинщики (Post-Basketmaker)
4. Эра пуэбло I, или Прото-пуэбло (Proto-Pueblo)
5. Эра пуэбло II
6. Эра пуэбло III, или Великие пуэбло (Great Pueblo)
7. Эра пуэбло IV, или Прото-историческая (Proto-Historic)
8. Эра пуэбло V, или Историческая (Historic)

## Современная классификация
Хотя первоначальная классификация неоднократно подвергалась обсуждению и редакции, деление на эры корзинщиков и пуэбло до настоящего времени является основной для анализа культур древних пуэбло, проживавших в историческом регионе Четыре Угла.

### Архаическая эра
8000—1200 годы до н. э.
Свидетельств обитания на юго-западе до 8000 года до н. э. сохранилось немного. Архаической называется эра, охватывающая предшествующие анасази культуры, переселившиеся на территорию юго-запада современных США после ухода охотников на крупную дичь. Если судить по находкам у горы Навахо, это были бродячие охотники-собиратели, мигрирующие небольшими племенами. Они собирали дикорастущие растения, в зависимости от сезона, и охотились при помощи копий и дротиков с каменными наконечниками. Дичь включала кроликов, оленей, антилоп и крупнорогих баранов.

### Эра корзинщиков I (устаревшая)
В первоначальной классификации была предусмотрена Эра корзинщиков I, которую впоследствии включили в состав Архаической эры ввиду отсутствия физических подтверждений.
Около 1000 года до н. э. наблюдается переход к оседлому образу жизни («Традиция Ошара»), мелкомасштабная культивация.

### Ранняя эра корзинщиков II
1200 год до н. э. — 50 год н. э.
Ранние анасази ставили временные лагеря на открытом пространстве или жили в сезонных пещерных жилищах. В этот период они начали культивировать на своих огородах кукурузу и тыкву, однако ещё не культивировали бобы. Они использовали специальные жернова для размалывания кукурузы, изготавливали корзины, но ещё не знали керамики.

### Поздняя эра корзинщиков II
50—500 годы н. э.
В этот период сооружаются примитивные бункеры-хранилища, гробницы и неглубокие дома-колодцы. Наблюдаются признаки развитого культа и системы управления. Петроглифы, по-видимому, связаны с культовыми церемониями того времени. Начинается объединение мелких групп в крупные общины.

### Эра корзинщиков III
500—750 годы н. э.
Развиваются глубокие дома-колодцы наряду с надземными помещениями. Лук и стрелы вытесняют атлатль и копьё. Начинается производство неглазированной керамики чёрно-белой раскраски. Начинается культивация бобов, которые появляются у пуэбло благодаря торговле с Месоамерикой, и которые приготавливаются в пищу путём варки в керамической посуде. Также в пищу широко употребляются дикий амарант и семена сосны однохвойной. В этот период пуэбло одомашнили индейку.
Прото-кивы были крупными, круглыми и подземными.

### Эра пуэбло I
750—900 годы н. э.
Население растёт, поселения увеличиваются в размере, земледелие постепенно усложняется и становится всё более разнообразным. Пуэбло превращаются в круглогодичные, а не сезонные поселения. Используются средства мелиорации — водохранилища и каналы. Появляются крупные поселения и большие кивы, хотя продолжается использование жилищ-колодцев. Надземные сооружения — из кирпича-сырца или грубого камня. Керамика преобладает простая серая, без глазури, хотя изредка встречается красная и чёрно-белая.

### Эра пуэбло II
900—1150 годы н. э.
Около 1050 года Чако-Каньон (на территории современного штата Нью-Мексико) представлял собой крупный региональный центр с населением 1500-5000 человек. Он был окружён протогородами со стандартной планировкой, или «Большими домами», на постройку которых было изведено около 200 тысяч деревьев. Дороги шириной 9 метров, обрамлённые по краям бордюрами, расходились от Чако в различных направлениях. Небольшие блоки наземных каменных сооружений вместе с кивой образовывали типичное поселение-комплекс, позднее получившее известность как пуэбло. Великие кивы достигали в диаметре 15-20 метров. Керамика — гофрированная серая без глазури и расписная чёрным по белому, иногда встречаются расписные красные и оранжевые сосуды. Импортировались раковины моллюсков и бирюза.
В течение 1100-х годов население вновь начало расти после предыдущего упадка. Для этого времени характерно более интенсивное террасное земледелие с использованием ирригационных сооружений.

### Эра пуэбло III
1150—1350 годы н. э.
Поселения состоят из крупных пуэбло, скальных жилищ (см. Хила, Бандельер и др.), башен и загонов для индейки.
Большинство жилищ в регионе Четырёх углов заброшены к 1300 году, не в последнюю очередь из-за сильной засухи. Различие между пуэбло и культурой Хохокам постепенно размывается.

### Эра пуэбло IV
1350—1600 годы н. э.
В этот период крупные пуэбло были организованы вокруг центральной площади. С социальной точки зрения это период скорее конфликтов, чем сотрудничества. Появляются куклы-качина. Ровная керамика вытесняет гофрированную. Всё чаще используется красная, оранжевая и жёлтая керамика, тогда как керамика с росписью чёрным по белому выходит из употребления. Появляется хлопок, начинается его культивация.
На территорию пуэбло приходят новые культуры. В начале 1400-х годов в регион мигрируют с севера более многочисленные навахо, а около 1540 года с юга прибывают испанцы.

### Эра пуэбло V
С 1600 года до настоящего времени.
Испанцы постепенно устанавливают контроль над всеми поселениями пуэбло, и местная субкультура уходит на задний план. Та же ситуация продолжается и после перехода юго-запада Северной Америки под контроль США.

## Известные памятники древних пуэбло
- Аватови
- Ацтекские руины
- Бандельер
- Вупатки
- Замок Монтесумы
- Каньон Де Шейи
- Пакиме
- Лаури-Пуэбло
- Меса-Верде
- Пекос-Пуэбло
- Навахо-Парк
- Пуэбло-Бонито
- Руины Каса-Гранде
- Скальные жилища Маниту
- Скальные жилища долины Хила
- Солмонские руины
- Тузигут
- Ховенуип
- Хопи-Хауз
- Чако-Каньон
- Эгет-Хауз